# 爆走バギー大レース
『爆走バギー大レース』（ばくそうバギーだいレース、原題: Speed Buggy）は、ハンナ・バーベラ・プロダクションが製作し、1973年9月8日から12月22日までCBSにて放送されたアメリカ合衆国のテレビアニメ。世界中を駆けるスピードバギーと、それを利用して世界を征服しようと企む悪の組織とのドタバタコメディである。全16話。
日本では1976年10月3日から1977年1月23日まで、NETテレビ（現・テレビ朝日）にて日曜 18:25 - 18:55枠（日本標準時）にて放送された。

## あらすじ
スピードバギークラブに所属するハンサム、ピンキー、食いしん坊の3人組が生み出した車、それは世界にたった1台しかないスピード・バギー。この車は、マスターユニットをONにすると自分の意思で動くことができる。カーレースやカーラリーに参加しようとするが、そのマスターユニットをめぐり、悪の組織が秘密を探ろうと虎視眈々と狙っているのであった。

## 登場人物
ハンサム (Mark)
声 - マイケル・ベル / 吹き替え - 納谷六朗
クラブの代表格。
ピンキー (Debbie)
声 - アーリーン・ゴロンカ / 吹き替え - 吉田理保子
チームの紅一点。
食いしん坊 (Tinker)
声 - フィル・ルーサー・ジュニア / 吹き替え - 北村弘一
チームのメカニック。名前どおり、色気より食い気。スピードバギーを自由に操る手の平台のリモコンを持っている。
スピードバギー (Speed Buggy)
声 - メル・ブランク / 吹き替え - 関敬六（TVシリーズ） / 宝亀克寿（ジョニー・ブラボー）
意思を持っている車。TVシリーズの日本語吹き替え版では「ムッシュムラムラ！」が口癖になっているが、これは吹き替えを担当した関自身の持ちギャグである。

## サブタイトル
*すべて英語表記
- Speed Buggy went That-a-way
- Daring Escanades
- Taggert'sTrooy
- Speed Buggy Falls in love
- Kingzilla
- Professor Snow And Wadan ice
- Out of sight
- Gold fever
- Island of Giant Plants
- The Sound naster
- The Ring master
- The Incredible Changing Man
- Secret Safari
- Oils Well That Ends Well
- The Hidden Valley of Amazonia
- Captain Schemo and the Underwater City

## カメオ出演
ハンナ・バーベラ・プロ作品のキャラクターを集めた『まんがオールスター おもしろオリンピック』にて、スピードバギーと食いしん坊がクルッパー率いる「ストロングチーム」のメンバーとして登場している。
また、アニメ『ジョニー・ブラボー』第1期第2話Bパート「お化け屋敷でハプニング」にてスピードバギーが登場している。